# 祁腾武
祁腾武（1970年2月—），云南省昌宁县人，中华人民共和国政治人物。现任中共西藏开发投资集团有限公司党委书记、董事长。

## 生平
毕业于昌宁师范学校普师专业，后供职于保山市昌宁县教育局。1992年6月加入中国共产党。1995年2月至1995年7月，任昌宁县政府办公室副主任；1995年7月至2005年10月，在中共保山地委办公室工作，历任副主任科员、秘书科科长、办公室副主任、市委副秘书长、市委政法委委员、市委副秘书长兼市委政研室主任、市委农办主任。2005年10月至2006年11月在，任中共施甸县委副书记、县长。2006年11月至2013年8月，任中共沧源县委书记。2013年8月，担任昌都地区副专员。2014年12月，任西藏自治区昌都市政府副市长。